# نيكولاس رودريغيز
نيكولاس رودريغيز (بالإسبانية: Nicolás Alejandro Rodríguez)‏ (22 يوليو 1991 مونتفيدو الأوروغواي - ) هو لاعب كرة قدم أوروغواني، يلعب كمدافع، لعب 58 مباراة وسجل 4 أهداف.

## مسيرته

### مسيرته مع المنتخبات الوطنية
- 2010 - 2011 لعب مع منتخب الأوروغواي تحت 20 سنة لكرة القدم 3 مباريات سجل خلالها هدف.

### مسيرته مع الأندية
- 2011 - 2012 لعب مع مونتيفيديو واندررز 3 مباريات.
- 2012 - 2013 لعب مع Cerro Largo F.C. [الإنجليزية]‏ 23 مباراة.
- 2013 - 2014 لعب مع CSM Corona Brașov (football) [الإنجليزية]‏ مباراة.
- 2014 - 2016 لعب مع نادي رينتيستاس 28 مباراة سجل خلالها 3 أهداف.

## روابط خارجية
- نيكولاس رودريغيز على موقع قاعدة بيانات كرة القدم.إي يو (الإنجليزية)
- نيكولاس رودريغيز على موقع Soccerway.com (الإنجليزية)